# Peryt Shou
Peryt Shou, seudónimo de Albert Christian Georg (Jörg) Schultz (22 de abril de 1873, Kroslin, Pomerania-24 de octubre de 1953) fue un místico y revivalista alemán.

## Biografía
Schultz estudió en Berlín y se dedicó a la poesía, pintura y, finalmente, a las ciencias ocultas. Durante su vida, escribió cerca de 40 libros, la mayoría de los cuales caerían en el olvido. Sin embargo, es recordado por ser uno de los más importantes esotéricos alemanes del siglo XX, debido a la influencia de sus obras sobre otros ocultistas contemporáneos. El propio Aleister Crowley, mientras que estaba en Berlín exhibiendo sus pinturas, se habría encontrado con Shou el 11 de febrero de 1932.